# Grube (Holstein)
Grube é um município da Alemanha localizado no distrito de Ostholstein, estado de Schleswig-Holstein .